# Cercococcyx mechowi
A Cercococcyx mechowi a madarak osztályának kakukkalakúak (Cuculiformes) rendjébe, valamint a kakukkfélék (Cuculidae) családjába és a valódi kakukkformák (Cuculinae) alcsaládjába tartozó faj.

## Előfordulása
Angola, Kamerun, Elefántcsontpart, Egyenlítői-Guinea, a Kongói Demokratikus Köztársaság, a Kongói Köztársaság, a Közép-afrikai Köztársaság, Gabon, Ghána, Guinea, Libéria, Nigéria, Sierra Leone, Tanzánia, Togo és Uganda területén honos.

## Külső hivatkozás
- Képek az interneten a fajról
- Internet Bird Collection - videók a fajról